# Johanna Eckardt-Neudeck
Johanna Eckardt-Neudeck (geb. Neudeck; * 23. Mai 1935 in Zeulenroda) ist eine deutsche Designerin und Holzkünstlerin.

## Leben und Werk
Johanna Neudeck kommt aus einer Familie von Holzbildhauern und absolvierte von 1954 bis 1956 eine Lehre in diesem Beruf. Von 1956 bis 1959 studierte sie in Leipzig an der Fachschule für Angewandte Kunst Formgestaltung. Danach arbeitete sie als freischaffende Kunsthandwerkerin in Zeulenroda. 1979 zog sie nach Zickra, wo sie mit ihrem Ehemann, dem Maler und Grafiker Günther Eckardt im vormaligen Jagdhaus derer von Tümpling lebt.
Dort begann sie verstärkt mit ihrem Werkstoff, dem Holz, zu experimentieren. So entdeckte sie für sich neben dem Drechseln, Schneiden, Sägen, Schnitzen, Polieren und Beizen das Sandstrahlen, und sie erschloss sich die unterschiedlichen Möglichkeiten der verschiedenen Holzarten.
Johanna Eckardt-Neudeck schuf insbesondere eine große Zahl von Gebrauchs- und Schmuckgegenständen aus Holz, von denen z. B. auf der VIII. Kunstausstellung der DDR eine gedrechselte und geschnittene Schale aus Nussbaumholz gezeigt wurde. Sie erhielt in der DDR staatliche und gesellschaftliche Aufträge zur künstlerischen Ausstattung von Räumen und für den öffentlichen Raum, wie Kinderspielplätze. Sie war an der Planung und Realisierung baugebundener Kunst für das Neubaugebiet Neulobeda maßgeblich beteiligt.
Johanna Eckardt-Neudeck war bis 1990 Mitglied des Verbands Bildender Künstler der DDR. In der DDR hatte sie eine bedeutende Zahl von Personalausstellungen und sie war 1972/1973 und 1977/1978 an der VII. und VIII. Kunstausstellung der DDR in Dresden sowie von 1969 bis 1984 in Gera an fünf Bezirkskunstausstellungen beteiligt.

## Ehrungen
- 1970: Ernst-Moritz-Arndt-Medaille
- 1976: Johannes-R.-Becher-Medaille in Bronze
- 1979: Verdienstmedaille der DDR
- 1989: Kunstpreis des Rates des Bezirks Gera

## Ausstellungen seit der deutschen Wiedervereinigung (unvollständig)
- 2016: Zeulenroda-Triebes, Städtisches Museum (Kunstobjekte aus Holz)[2]